# Edmond Willem de Fielliettaz Goethart
Edmond Willem de Fielliettaz Goethart (Terheijden, 1 juli 1909 - Deventer, 26 mei 2004) was een Nederlandse burgemeester. De Fielliettaz Goethart was lid van de PvdA.

## Leven en werk
De Fielliettaz Goethart werd in 1909 geboren in de Brabantse plaats Terheijden als zoon van Rene Louis de Fielliettaz Goethart en van Marie Josephine Pauline Theodine Geeraets. Hij studeerde rechten aan de universiteit Leiden. Na zijn studie begon hij een ambtelijke loopbaan bij de Gelderse gemeente Warnsveld. In 1939 werd hij benoemd tot burgemeester van de Drentse gemeente Vries. Tijdens de Tweede Wereldoorlog dook hij onder. In 1944 werd hij als burgemeester ontslagen door de Duitse bezetter, die hem verving door een burgemeester van de NSB. Na de bevrijding keerde De Fielliettaz Goethart weer terug als burgemeester van Vries. Kort na zijn zilveren ambtsjubileum werd hij in 1964 benoemd tot burgemeester van de Drentse gemeente Odoorn. Daar beëindigde hij zijn loopbaan als burgemeester. Na zijn pensionering vestigde hij zich in Gorssel in Gelderland. Hij overleed in mei 2004 bijna 95 jaar oud in Deventer.
De Fielliettaz Goethart was 23 jaar voorzitter van de afdeling Drenthe van de KNVB en werd voor zijn afscheid in 1971 benoemd tot erevoorzitter. Bij zijn afscheid werd hij benoemd tot bondsridder van de KNVB.
De Fielliettaz Goethart was getrouwd met Johanna Maria Titia Resius. Uit hun huwelijk werden vier kinderen geboren.
Bij gelegenheid van de officiële opening van de nieuwbouw op haar sportpark, maakte de Vriezer voetbalvereniging v.v. VAKO op 8 april 2017 bekend dat de naam van het sportpark voortaan Sportveld de Fielliettaz Goethart luidt. De Fielliettaz Goethart is erelid van de voetbalvereniging die zijn belangrijke bijdrage aan sport in het dorp Vries en het voetbal in bredere zin naast zijn vele andere verdiensten op deze manier eert en in stand houdt.